# Torre de Can Casaca
La Torre de Can Casaca és una torre de telegrafia òptica situada dalt d'un turó, a 204 msnm, als afores del nucli urbà, dominant la població del Pla de Palou, actualment Granollers (Vallès Oriental), protegida com a Bé Cultural d'Interès Local.

## Descripció
Torre de planta circular, de tres cossos i uns 10 metres d'alçada, construïda amb obra de fàbrica ceràmica. Falten els forjats i els coberts. El material emprat és de maó.
Presenta, a l'alçada de la primera planta, una gran obertura que podia servir d'accés i per observar i transmetre senyals a les altres torres de la seva línia. Presenta dins el seu aparell presència de línies de totxo, així com elements puntuals fets amb aquest material. A la planta baixa també presenta una altra obertura.

## Història
A la segona guerra carlina (1846-1849) el general Pavia va ordenar la construcció de tres xarxes de telegrafia òptica, una d'elles circular de Barcelona a Manresa i Vic. A Granollers va tenir el primer precedent al campanar de l'església, però de seguida es van adonar de les dificultats de comunicació visual i es va decidir edificar aquesta torre rodona de nova planta, que encara que amb certes dificultats de lectura sembla que es va conèixer amb el nom de "Torre Sofia". Els militars van batejar aquesta torre com "Torre - Estación recibidora de Granollers". Es conserva, a l'Arxiu de la Corona d'Aragó el plànol original.
La seva intervisibilitat amb les torres de Buscarons i de Puiggraciós (a uns 11 km en línia recta) les feia bastions d'intercomunicació. Aquest indret va tenir un paper molt important en el conflicte bèl·lic que representà el 1872 la tercera guerra carlina. A l'octubre d'aquest any, la guarnició de Granollers es va amotinar contra la seva oficialitat durant unes hores, en què la tropa s'apoderà de la vila fins que una columna militar, procedent de Barcelona, emplaçà llurs bateries a Can Casaca, entrà a Granollers i desarmà els amotinats.